# Daniel Dürschmied
Daniel Dürschmied (* 28. Juli 1976 in Ulm) ist ein deutscher Arzt für Innere Medizin und Kardiologie sowie Hochschullehrer.

## Leben
Daniel Dürschmied schloss 2004 sein Studium der Humanmedizin an der Universität Ulm ab. Nach seiner Promotion im gleichen Jahr wurde er Assistenzarzt in der Klinik für Kardiologie und Angiologie I des Universitäts-Herzzentrum Freiburg-Bad Krozingen und der Klinik für Innere Medizin III (Interdisziplinäre Internistische Intensivmedizin) des Universitätsklinikums Freiburg. 2007 bis 2009 folgte ein Forschungsaufenthalt an der Harvard Medical School in Boston, USA.
Nach seiner Rückkehr wurde Dürschmied 2012 in Freiburg zum Oberarzt ernannt. Im Jahr darauf habilitierte er sich für das Fach Innere Medizin. Im Dezember 2017 erhielt Dürschmied den Ruf auf die außerplanmäßige Professur für Innere Medizin mit dem Schwerpunkt Kardiologie an der Medizinischen Fakultät der Albert-Ludwigs-Universität Freiburg. Im September 2018 wurde er zum geschäftsführenden Oberarzt und Stellvertreter des Ärztlichen Direktors der Klinik für Kardiologie und Angiologie I des Universitäts-Herzzentrums und der Klinik für Innere Medizin III (Interdisziplinäre Internistische Intensivmedizin) ernannt.
2020 erhielt Dürschmied die Auszeichnung “Fellow of the European Society of Cardiology (FESC)”. Dieser Ehrentitel wird an Kardiologen verliehen, die wesentlich zur Weiterentwicklung ihres Fachgebiets beigetragen haben.
Im Oktober 2021 wechselte Dürschmied als Direktor an die I. Medizinische Klinik (Kardiologie, Internistische Intensivmedizin und Angiologie) des Universitätsklinikums Mannheim. Damit verbunden war seine Berufung auf den Lehrstuhl für Innere Medizin mit Schwerpunkt Kardiologie an der Medizinischen Fakultät Mannheim der Universität Heidelberg.

## Arbeitsschwerpunkte
Daniel Dürschmied ist Facharzt für Innere Medizin und Kardiologie, außerdem besitzt er die Zusatzbezeichnungen „Interventionelle Kardiologie“, „Herzinsuffizienz“ und „Internistische Intensivmedizin“. Er verfügt über spezielle Expertise in der Koronartherapie, insbesondere bei der kathetergestützten Implantation von Stents in allen Gefäßen. Darüber hinaus behandelt er schwerpunktmäßig strukturelle Herzerkrankungen mit kathetergesteuerten Aortenklappenimplantationen (TAVI) sowie kathetergestützten Therapien der Mitral- und Trikuspidalklappe.

## Forschungsschwerpunkte
In seiner Forschungsarbeit beschäftigt sich Daniel Dürschmied vor allem mit der Gefäßbiologie (vaskuläre Biologie): Dieses relativ junge Forschungsgebiet befasst sich interdisziplinär mit der Bedeutung von Blut- und Lymphgefäßen für die ungestörte Organfunktion. Seit 2020 ist Dürschmied Sprecher der Arbeitsgruppe 4 „Vaskuläre Biologie“ der Deutschen Gesellschaft für Kardiologie. Für seine Forschungsarbeit wurden ihm mehrere Preise verliehen, u. a. 2014 der renommierte Alexander-Schmidt-Preis der Gesellschaft für Thrombose- und Hämostaseforschung.

## Mitgliedschaften
Dürschmied ist Mitglied in folgenden Fachgesellschaften und Gremien:
- Deutsche Gesellschaft für Kardiologie (DGK)
- European Society of Cardiology (ESC)
- American Heart Association (AHA)
- Deutsche Gesellschaft für Innere Medizin (DGIM)
- European Society of Intensive Care Medicine (ESICM)
- European Association of Percutaneous Cardiovascular Interventions (EAPCI)
- Deutsche Gesellschaft für Internistische Intensiv- und Notfallmedizin (DGIIN)
- Deutsche Interdisziplinäre Vereinigung für Intensiv- und Notfallmedizin (DIVI)
- Society for Leukocyte Biology (SLB)
- Acute Cardiovascular Care Association (ACCA)
- International Society on Thrombosis and Haemostasis (ISTH)
- Gesellschaft für Thrombose- und Hämostaseforschung (GTH)